# Charles A. Karch
Charles Adam Karch, född 17 mars 1875 i St. Clair County i Illinois, död 6 november 1932 i Saint Louis i Missouri, var en amerikansk politiker (demokrat). Han var ledamot av USA:s representanthus från 1931 fram till sin död.
Karch efterträdde 1931 Edward M. Irwin som kongressledamot och avled 1932 i ämbetet.
Karch är begravd på Mount Hope Cemetery i Belleville i Illinois.